# IC 4474
IC 4474 ist eine Balken-Spiralgalaxie vom Hubble-Typ SB im Sternbild Bärenhüter am Nordsternhimmel. Sie ist schätzungsweise 422 Millionen Lichtjahre von der Milchstraße entfernt und hat einen Durchmesser von etwa 75.000 Lj.

Im selben Himmelsareal befindet sich u. a. die Galaxie IC 4475.
Das Objekt wurde am  28. Juli 1903 von Stéphane Javelle entdeckt.